# Adela Wilgocka
Adela Wilgocka   (Varsòvia, 1875 - Varsòvia, 5 d'abril de 1960) fou una cantant (soprano) i professora de veu polonesa.
Va néixer del matrimoni de Gustaw Wilgocki i Adela, de soltera Majewska (1849–1919). Es va graduar a l'escola secundària a Varsòvia i a l'Institut de Música de Varsòvia. Després va continuar els seus estudis a París, on va ser alumna de J. Sbriglia i J. Reszke. El 17 de desembre de 1897, va debutar com Susie a Verbum nobile als Teatres de l'Estat de Varsòvia, i es va unir al conjunt d'òpera WTR el setembre de 1898.Varsòvia, Va abandonar la seva carrera d'òpera i va actuar a l'escenari durant els anys 1905-1933. A partir de 1910 també va treballar com a professora en una escola de música de Varsòvia. Professor de cant solista al Conservatori Estatal de Música de Varsòvia (des de 1920) i al Chopin.
Després de la Segona Guerra Mundial, fou professora titular de l'Escola Superior de Música de l'Estat de Łódź i Varsòvia. El curs 1945/1946 va ser la degana del Departament de Vocal de l'Escola Superior de Música de Łódź. Va educar moltes generacions de cantants, els seus estudiants van ser, per exemple, el tenor líric polonès - Wiktor Brégy, però també Jadwiga Dzikówna, Zofia Śliwińska, Adela Winiarska.
Va morir el 1960. Descansa al cementiri de Powązki (secció 180-3-1,2,3).
Va ser l'esposa d'Henryk Comte (mort el 1933), mare d'Henry (1901–1980), ajudant dels presidents de St. Wojciechowski i I. Mościcki.

## Premis i guardons
- Creu d'Oficial de l'Ordre del Renaixement Polònia
- Creu de cavaller de l'Ordre del Renaixement Polònia (1925)
- Creu d'Or al Mèrit (22 de juliol de 1952)[4]
- Medalla del 10è aniversari de la Polònia Popular (25 de març de 1955)[5]